# Laura Mertens
Laura Mertens (ur. 25 maja 1993) – niemiecka zapaśniczka walcząca w stylu wolnym. Brązowa medalistka mistrzostw Europy w 2017 roku. Siódma na mistrzostwach świata w 2016, a trzynasta w 2014. Siódma w indywidualnym Pucharze Świata w 2020. Zajęła trzynaste miejsce na igrzyskach europejskich w Baku.
Mistrzyni Niemiec w latach 2014 - 2016, druga w 2017 i 2018, a trzecia w 2011 i 2013 roku.